# Кроль Іван Федорович
Іван Федорович Кроль (Зінько, Клим, Чорнота) (* 1920, с. Великі Селища Березнівського р-ну Рівненської обл. — †13 травня 1951), біля с. Корчин Костопільського р-ну Рівненської обл.) — учасник українського повстансько-підпільного руху, організаційний референт самопроголошеного проводу краю «Одеса» (1946), провідник Костопільського надрайону.

## Життєпис
Працював сільським учителем, був слухачем педагогічних курсів у Костополі на Рівненщині. У 1941–1942 рр. — учитель в с. Соснівка. У роки німецької окупації працював в поліції. Від 1943 року — член ОУН. З 1944 р. — провідник Людвипільського р-ну, командир одного з підрозділів УПА. У 1945 р. — провідник Костопільського надрайону.
У 1946 році І. Кроль став організаційним референтом самопроголошеного проводу краю «Одеса». Очолював цей провід (спершу як «тимчасову керівну ланку» спільно з М. Мельником) у серпні 1948 — серпні 1949 років. Весною 1949 року отримав від провідника ОУН на ПЗУЗ В. Галаси пропозицію про співпрацю.
Також є дані, що у 1949 році очолював Костопільський надрайон, організаційний осередок на Клесівщині.
Загинув у сутичці з чекістсько-військовою групою під керівника старшого оперуповноваженого відділу 2-Н УМДБ Рівненської області капітана Печонкіна.